# Giovanni Mastel
Giovanni „Nani“ Mastel (* 6. Mai 1943 in Belluno; † 21. Dezember 2021 in Feltre) war ein italienischer Eishockeyspieler.

## Werdegang
Giovanni Mastel war über viele Jahre für die SG Cortina aktiv und gewann mit dem Klub insgesamt 10 Meistertitel. Darüber hinaus war Mastel für den HC Alleghe, HC Valpellice, HC Auronzo, die USG Zoldo sowie den HC Toblach aktiv.
Mit der italienischen Nationalmannschaft nahm Mastel an den Olympischen Winterspielen 1964 in Innsbruck teil. Zudem nahm er zwischen 1966 und 1976 an 10 Weltmeisterschaften teil.